# Temporada da NHL de 1920–21
A temporada da NHL de 1920–21 foi a quarta temporada da National Hockey League (NHL). Quatro times jogaram 24 partidas cada. O Ottawa Senators, da NHL, ganhou a Copa Stanley ao derrotar o campeão da PCHA, o Vancouver Millionaires, por três jogos a dois na série melhor-de-cinco. Essa seria a última temporada antes de a NHL mudar os formatos da sua temporada regular e dos playoffs.

## Negócios da liga
Eddie Livingstone estava de novo falando em criar uma liga rival e mencionou Hamilton como uma cidade de sua liga. Para acabar com isso, o presidente da NHL, Frank Calder, chamou os donos de franquias para admitir uma franquia em Hamilton. Como Abso-Pure havia construído uma arena, todos os donos concordaram que seria fácil ter uma franquia na cidade. Como Quebec havia se dado muito mal na temporada anterior, Calder disse que os jogadores do Quebec seriam dados ao time de Hamilton. Embora Mike Quinn estivesse relutante no início, ele finalmente vendeu seu time para os representantes de Hamilton, surgindo, assim, o Hamilton Tigers.

## Temporada regular
Os Tigers tiveram problemas para contratar Joe Malone, do Quebec, mas ele acabou por assinar contrato.
Os Tigers derrotaram os Canadiens por 5 a 0 em sua primeira partida, com Babe Dye estrelando. O Toronto St. Patricks perdeu Corbett Denneny devido a lesões e contratou Dye, do Hamilton, dando em troca Mickey Roach.
Corbett Denneny marcou seis gols em um jogo em 26 de janeiro, quando os St. Patricks bateram os Tigers por 10 a 3.
Cy Denneny não queria deixar seu irmão roubar o sucesso e marcou seis gols em uma partida de 7 de março, em que o Ottawa Senators martelou o Hamilton Tigers por 12 a 5. Pela primeira vez uma combinação de irmãos marcou seis gols cada em um jogo na mesma temporada.
O Ottawa Senators venceu a primeira metade da temporada, enquanto o Toronto St. Patricks venceu a segunda.

### Classificação final
|                      | PJ | V | D | E | Pts | GP | GC |
| -------------------- | -- | - | - | - | --- | -- | -- |
| Ottawa Senators      | 10 | 8 | 2 | 0 | 16  | 49 | 23 |
| Toronto St. Patricks | 10 | 5 | 5 | 0 | 10  | 39 | 47 |
| Montreal Canadiens   | 10 | 4 | 6 | 0 | 8   | 37 | 51 |
| Hamilton Tigers      | 10 | 3 | 7 | 0 | 6   | 34 | 38 |

|                      | PJ | V  | D  | E | Pts | GP | GC |
| -------------------- | -- | -- | -- | - | --- | -- | -- |
| Toronto St. Patricks | 14 | 10 | 4  | 0 | 20  | 66 | 53 |
| Montreal Canadiens   | 14 | 9  | 5  | 0 | 18  | 75 | 48 |
| Ottawa Senators      | 14 | 6  | 8  | 0 | 12  | 48 | 52 |
| Hamilton Tigers      | 14 | 3  | 11 | 0 | 6   | 58 | 94 |

Nota: PJ = Partidas Jogadas, V = Vitórias, D = Derrotas, E = Empates, Pts = Pontos, GP = Gols Pró, GC = Gols Contra

Times que se classificaram aos play-offs estão destacados em negrito.

### Artilheiros
J = Partidas jogadas, G = Gols, A = Assistências, Pts = Pontos, PEM = Penalizações em minutos
| Jogador                  | Time                               | J  | G  | A  | Pts |
| ------------------------ | ---------------------------------- | -- | -- | -- | --- |
| Cecil "Babe" Dye         | Hamilton Tigers / Toronto St. Pats | 24 | 35 | 5  | 40  |
| Cy Denneny               | Ottawa Senators                    | 24 | 34 | 5  | 39  |
| Joe Malone               | Hamilton Tigers                    | 20 | 28 | 9  | 37  |
| Frank Nighbor            | Ottawa Senators                    | 24 | 19 | 10 | 29  |
| Reg Noble                | Toronto St. Patricks               | 24 | 19 | 8  | 27  |
| Harry Cameron            | Toronto St. Patricks               | 24 | 18 | 9  | 27  |
| George "Goldie" Prodgers | Hamilton Tigers                    | 24 | 18 | 9  | 27  |
| Corbett Denneny          | Toronto St. Patricks               | 20 | 19 | 7  | 26  |
| Jack Darragh             | Ottawa Senators                    | 24 | 11 | 15 | 26  |

### Goleiros líderes
J = Partidas jogadas, V = Vitórias, D = Derrotas, E = Empates, TNG = Tempo no gelo (minutos), GC = Gols contra, MGC = Média de gols contra
| Jogador        | Time                 | J  | TNG | GC | MGC |
| -------------- | -------------------- | -- | --- | -- | --- |
| Clint Benedict | Ottawa Senators      | 24 | 75  | 2  | 3.1 |
| Jake Forbes    | Toronto St. Patricks | 20 | 78  | 0  | 3.9 |
| Georges Vézina | Montreal Canadiens   | 24 | 99  | 1  | 4.1 |
| Howie Lockhart | Hamilton Tigers      | 24 | 132 | 1  | 5.5 |
| Ivan Mitchell  | Toronto St. Patricks | 4  | 22  | 0  | 5.5 |

## Playoffs
Todas as datas em 1921

### NHL
Após a temporada regular, Toronto e Ottawa jogaram uma série de total de gols para ver quem ficaria com a Copa O'Brien e iria competir pela Copa Stanley. O Ottawa facilmente venceu a série, ao derrotar os St. Pats em ambos os jogos. O time então foi enfrentar o Vancouver Millionaires, da PCHA.
Ottawa Senators vs. Toronto St. Patricks
| Data        | Visitante       | Placar | Mandante             | Placar | Notas |
| ----------- | --------------- | ------ | -------------------- | ------ | ----- |
| 10 de março | Ottawa Senators | 5      | Toronto St. Patricks | 0      |       |
| 14 de março | Ottawa Senators | 2      | Toronto St. Patricks | 0      |       |

O Ottawa venceu a série por total de gols (7 a 0)

### Finais da Copa Stanley
Ottawa Senators vs. Vancouver Millionaires
| Data        | Visitante              | Placar | Mandante               | Placar | Notas |
| ----------- | ---------------------- | ------ | ---------------------- | ------ | ----- |
| 21 de março | Ottawa Senators        | 1      | Vancouver Millionaires | 2      |       |
| 24 de março | Vancouver Millionaires | 3      | Ottawa Senators        | 4      |       |
| 28 de março | Vancouver Millionaires | 2      | Ottawa Senators        | 3      |       |
| 31 de março | Ottawa Senators        | 2      | Vancouver Millionaires | 3      |       |
| 4 de abril  | Vancouver Millionaires | 1      | Ottawa Senators        | 2      |       |

O Ottawa venceu a série melhor-de-cinco por 3 a 2 e ganhou a Copa Stanley

### Artilheiro dos playoffs da NHL
J = Partidas jogadas, G = Gols, A = Assistências, Pts = Pontos, 
| Jogador    | Time            | J | G | A | Pts |
| ---------- | --------------- | - | - | - | --- |
| Cy Denneny | Ottawa Senators | 7 | 4 | 2 | 6   |

## Prêmios da NHL
- Copa O'Brien: Ottawa Senators

## Estreias
Lista de jogadores importantes que jogaram seu primeiro jogo na NHL em 1920–21 (listados com seu primeiro time; asterisco marca estreia nos playoffs):